# Regierung Canning

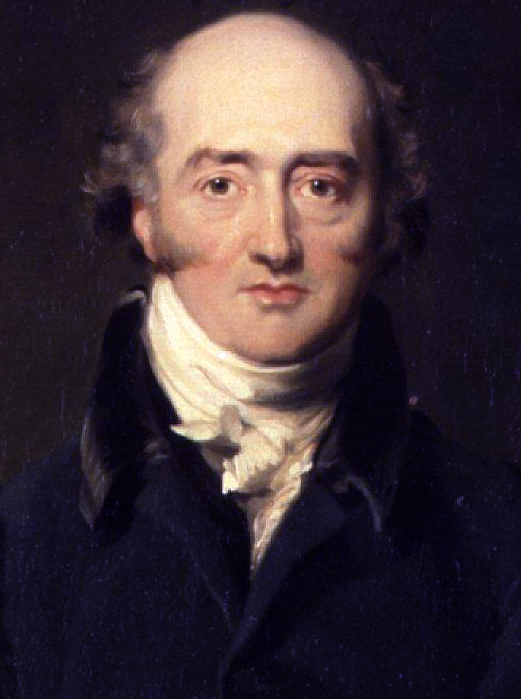
George Canning war 1827 Premierminister.

Die Regierung Canning war 1827 die Regierung des Vereinigten Königreichs Großbritannien und Irland. Sie wurde am 10. April 1827 von Premierminister George Canning gebildet und löste die Regierung Liverpool ab. Sie blieb 120 Tage bis zum Tode Cannings am 8. August 1827 im Amt, woraufhin die Regierung Goderich gebildet wurde, und bestand als Koalition aus Mitgliedern der konservativen Tories und der liberalen Whigs.
Aus den Unterhauswahlen vom 7. Juni bis zum 12. Juli 1826 gingen die Tories des Earls of Liverpool mit 428 der 658 Abgeordneten als klarer Sieger hervor, während die liberalen Whigs unter der neuen Führung von Henry Petty-Fitzmaurice, 3. Marquess of Lansdowne 198 Sitze bekam und andere nur noch 32 Abgeordnete stellten.

## Kabinettsmitglieder
Dem Kabinett gehörten folgende Mitglieder an:
| Amt                                     | Amtsinhaber                                                                                             | Partei                                | Beginn der Amtszeit          | Ende der Amtszeit            |
| --------------------------------------- | --- | ------------------------------------- | ---------------------------- | ---------------------------- |
| Erster Lord des Schatzamtes             | George Canning                                                                                          | Tory                                  | 10. April 1827               | 8. August 1827               |
| Schatzkanzler                           | George Canning                                                                                          | Tory                                  | 10. April 1827               | 8. August 1827               |
| Kanzler des Herzogtums Lancaster        | Nicolas Vansittart                                                                                      | Tory                                  | 10. April 1827               | 8. August 1827               |
| Lordkanzler                             | John Copley, 1. Baron Lyndhurst                                                                         | Tory                                  | 2. Mai 1827                  | 8. August 1827               |
| Lordpräsident des Rates                 | Dudley Ryder, 1. Earl of Harrowby                                                                       | Tory                                  | 10. April 1827               | 8. August 1827               |
| Lordsiegelbewahrer                      | William Cavendish-Scott-Bentinck, 4. Duke of Portland George Howard, 6. Earl of Carlisle                | Tory Whig                             | 30. April 1827 16. Juli 1827 | 16. Juli 1827 8. August 1827 |
| Innenminister                           | William Sturges-Bourne Henry Petty-Fitzmaurice, 3. Marquess of Lansdowne                                | Tory Whig                             | 30. April 1827 16. Juli 1827 | 16. Juli 1827 8. August 1827 |
| Außenminister                           | John Ward, 1. Earl of Dudley                                                                            | Tory                                  | 30. April 1827               | 8. August 1827               |
| Minister für Krieg und Kolonien         | Tory | Frederick Robinson, Viscount Goderich | 30. April 1827               | 8. August 1827               |
| Präsident des Handelsamtes              | William Huskisson                                                                                       | Tory                                  | 30. April 1827               | 8. August 1827               |
| Präsident des Kontrollamtes             | Charles Williams-Wynn                                                                                   | Tory                                  | 30. April 1827               | 8. August 1827               |
| Sekretär im Kriegsministerium           | Henry Temple, 3. Viscount Palmerston                                                                    | Whig                                  | 30. April 1827               | 8. August 1827               |
| Minister ohne Geschäftsbereich          | Henry Petty-Fitzmaurice, 3. Marquess of Lansdowne William Cavendish-Scott-Bentinck, 4. Duke of Portland | Whig Tory                             | 30. April 1827 16. Juli 1827 | 16. Juli 1827 8. August 1827 |
| Erster Kommissar für Wälder und Forsten | George Howard, 6. Earl of Carlisle William Sturges-Bourne                                               | Tory                                  | Mai 1827 16. Juli 1827       | 16. Juli 1827 8. August 1827 |
| Münzmeister                             | George Tierney                                                                                          | Whig                                  | 16. Juli 1827                | 8. August 1827               |